# Істобенськ
Істо́бенськ (рос. Истобенск) — село у складі Орічівського району Кіровської області, Росія. Адміністративний центр Істобенського сільського поселення.

## Населення
Населення становить 570 осіб (2010, 727 у 2002).
Національний склад станом на 2002 рік — росіяни 97 %.

## Історія
Вперше село згадується 1609 року. Назва походить від «иста», «истоба» — хата, збудована зі зрубів.